# Electronic Communications Privacy Act of 1986
Der Electronic Communications Privacy Act of 1986 (ECPA) ist ein US-amerikanisches Bürgerrechtsgesetz, dass vom Kongress der Vereinigten Staaten erlassen wurde, um die Beschränkungen für das Abhören von Telefongesprächen durch die Regierung auf die Übertragung elektronischer Daten per Computer auszudehnen, neue Bestimmungen zum Verbot des Zugriffs auf gespeicherte elektronische Kommunikationen hinzuzufügen und so genannte „Pen Trap“-Bestimmungen (pen register) hinzuzufügen, die das Aufspüren von Telefongesprächen ermöglichen.
Das ECPA war eine Änderung des Abhörgesetzes Omnibus Crime Control and Safe Streets Act von 1968, das in erster Linie dazu dienen sollte, den unbefugten Zugang der Regierung zu privater elektronischer Kommunikation zu verhindern. Das ECPA wurde durch den Communications Assistance for Law Enforcement Act (CALEA) von 1994, den USA PATRIOT Act (2001), die USA PATRIOT reauthorization acts (2006) und den FISA Amendments Act (2008) geändert.